# Årdal
Årdal este o comună din provincia Sogn og Fjordane, Norvegia.